# هربرت کاستینر
هربرت کاستینر (آلمانی: Herbert Kastinger; ۱ ژوئیهٔ ۱۹۰۰ – ۵ اوت ۱۹۳۷) معمار اهل اتریش بود.
از افتخارات وی میتوان به کسب مدال برنز طراحی ساختمان در بخش مسابقات هنری بازی‌های المپیک تابستانی ۱۹۳۶ اشاره کرد.